# Olivia Oprea
Olivia Maria Oprea (* 19. März 1987 in Târgoviște) ist eine ehemalige rumänische Fußballspielerin und A-Nationalspielerin.

## Karriere

### Vereine
Über ihren Bruder, der sie und ihre Schwester Roxana stets zum Fußballspielen mitgenommen hatte, reifte ihre Entscheidung für den Fußballsport und trat im Alter von 17 Jahren dem in ihrem Geburtsort ansässigen Clubul Sportiv Şcolar Târgoviște bei, die einzige Bildungseinrichtung mit zusätzlichem Sportprogramm im Kreis Dâmbovița, die Schüler und Schülerinnen für Leistungssport auswählt, ausbildet und fördert. Über ein Leihgeschäft erfuhr sie im Jahr 2005 beim kasachischen Erstligisten BIIK Kazygurt aus Schymkent den Ligaspielbetrieb im Seniorinnenbereich. Nach Ablauf der Leihfrist Ende des Jahres 2005 kehrte sie zu ihrem Verein zurück.
Von 2007 bis 2009 spielte sie für den spanischen Erstligisten Sporting Huelva, anschließend eine Saison lang für den griechischen Erstligisten AS Amazones Dramas. In der Saison 2010/11 war sie das zweite Mal für Sporting Huelva aktiv, bevor sie – in ihre Heimat zurückgekehrt – mit dem FCU Olimpia Cluj in der Liga I, der unter diesem Namen seinerzeit höchsten Spielklasse, die Saison 2011/12 als Meister und Pokalsieger abschloss.
Von da an hielt sie sich zwölf Jahre lang in Spanien auf und kam von 2012 bis 2024 für acht verschiedene Vereine, darunter zweimal für den Erstligisten FC Sevilla, zum Einsatz. Weitere namhafte Vereine waren UD Levante (Primera División), Saragossa CFF (Segunda División), FC Villarreal (22 × Segunda División + 21 × Primera División) und zuletzt der Erstligist Alhama CF, für den sie in der Saison 2022/23 und 2023/24 jeweils 22 Erst- und Zweitligaspiele bestritt.

### Nationalmannschaft
Oprea kam als Nationalspielerin für den FRF zunächst in der U19-Nationalmannschaft zum Einsatz. Sie debütierte am 28. September 2004 in Bootham bei der 1:4-Niederlage gegen die U19-Nationalmannschaft Wales’ im ersten Spiel der  Gruppe 4 der ersten Qualifikationsrunde für die vom 20. bis zum 31. Juli 2005 angestrebte und altersbezogene Europameisterschaft in Ungarn. Zwei weitere in der Gruppe 4 und drei weitere in der Gruppe D (2. Qualifikationsrunde) folgten. Für die vom 11. bis zum 22. Juli 2006 in der Schweiz anstehende Europameisterschaft bestritt sie zuvor drei Spiele in der Gruppe 8 der ersten und zwei Spiele in der Gruppe D der zweiten Qualifikationsrunde.
Seit dem Freundschaftsländerspiel am 2. Februar 2005 gegen die Nationalmannschaft der Vereinigten Arabischen Emirate in Abu Dhabi bestritt sie bis zum Ende ihrer Nationalmannschaftskarriere weitere 126 A-Länderspiele. Mit dieser Anzahl belegt sie (gemeinsam mit der noch aktiven Ștefania Vătafu) gegenwärtig Platz 5 der rumänischen A-Nationalspielerinnen und weltweit mit vier weiteren Spielerinnen Platz 220 im Hunderterclub. Ihr 100. A-Länderspiel bestritt sie am 27. Februar 2019 beim 13:0-Sieg gegen die Nationalmannschaft Turkmenistans im Turnier um den Turkish Women’s Cup in Alanya. Im Finale am 5. März  war sie mit ihrer Mannschaft der B-Nationalmannschaft Frankreichs mit 0:7 unterlegen.
Zu ihren A-Länderspielen zählen u. a. 24 WM- und 28 EM-Qualifikationsspiele, sechs Spiele im Turnier um den Algarve-Cup 2010 (26. Februar und 1. März) und 2011 (2., 4., 7. und 9. März), vier Spiele im Turnier um den Turkish Women’s Cup 2019, jeweils drei Spiele im Turnier um den Istrien-Cup 2015 und um den Zypern-Cup 2023 sowie zwei im Vier-Nationen-Turnier 2019 (17. und 20. Januar 2019; 0:3 vs. Südkorea, 1:4 vs. Nigeria). Am 16. Februar 2023 gelang ihr beim 2:1-Sieg über die Nationalmannschaft Ungarns im ersten Spiel um den Zypern-Cup mit dem Treffer zum 1:1 in der 32. Minute ein Tor.

## Erfolge
Nationalmannschaft
- Finalist Turkish Women’s Cup 2019

FC Villarreal
- Meister Segunda División Süd 2021 und Aufstieg in die Primera División

FCU Olimpia Cluj
- Rumänischer Meister 2012
- Rumänischer Pokal-Sieger 2012